# Chanaleilles
Chanaleilles là một xã thuộc tỉnh Haute-Loire nam trung bộ nước Pháp. Xã Chanaleilles nằm ở khu vực có độ cao từ 1077-1486 mét trên mực nước biển.